# Winter-Stielbovist
Der Winter- oder Zitzen-Stielbovist (Tulostoma brumale) ist eine Pilzart aus der Familie der Champignonverwandten und innerhalb der Gattung der häufigste Vertreter.

## Merkmale

### Makroskopische Merkmale
Der Fruchtkörper wächst unterirdisch heran. Er besitzt einen 1–4,5 cm langen Stiel. Seine Oberfläche ist blass ockerfarbenen und weist anliegende bis abstehende Schuppen auf. Er ist in den Kopfteil eingesenkt und besitzt eine zähe und feste Konsistenz.
Der Kopf ist kugelförmig und 4–10 mm breit. Er ist blass lederockerlich oder grau, im Alter schmutzig weiß gefärbt. Das Peristom ist zitzenförmig und befindet sich in einem braunen Hof. Die Öffnung ist deutlich nach oben gerichtet und glattrandig. Die äußere Hülle (Exoperidie) ist schnell vergänglich und bei älteren Fruchtkörpern kaum noch zu sehen. Die innere Hülle (Endoperidie) ist pergamentartig und glatt.
Das Sporenpulver ist rostbraun.

### Mikroskopische Merkmale
Die Sporen sind mehr oder weniger kugelig und (3,5-)4–4,3(-4,8) Mikrometer groß. Ihre Oberfläche ist stumpf warzig. Die elastischen, farblosen und dickwandigen Hyphen des Capillitiums messen 3–7 mm in der Breite und sind mit kleinen Kristallen bedeckt. Sie sind dichotom verzweigt und an den Septen stark erweitert.

## Artabgrenzung
Die Gattung der Stielboviste (Tulostoma) ist durch die rundlichen Sporenkapseln auf den deutlich abgesetzten Stielen gut zu erkennen. Innerhalb der Gattung ist der Zitzen-Stielbovist durch das zitzenförmige Peristom innerhalb eines dunkleren Hofes und den ockerfarbenen Stiel sowie mikroskopisch durch das an den Septen deutlich erweiterte Capillitium gekennzeichnet. Ähnlich ist der Schwarzbehöfte Stielbovist (Tulostoma melanocyclum) mit dunklerem Stiel und in der Regel etwas dunklerem Hof. Sein Capillitium weist keine Kristalle auf und ist an den Septen kaum erweitert. Der Gewimperte Stielbovist (Tulostoma fimbriatum) besitzt ein nach oben hin verjüngtes Peristom mit fransigem Rand. Auch sein Capillitium ist an den Septen nicht erweitert. Der Dünen-Stielbovist (Tulostoma kotlabae) besitzt manchmal ebenfalls ein an den Septen erweitertes Capillitium. Er hat jedoch keinen dunklen Hof und einen weißlichen Stiel.

## Ökologie
Der Winter-Stielbovist ist meist auf flachgründigen und kalkhaltigen, neutralen Sand- und Lehmböden zu finden. Diese sind oft über Kalkstein, Kalksand, Gips oder basischem Eruptivgestein ausgebildet. So kommt der Pilz in lückigen Trocken-, Halbtrocken- und Sandrasen, sowie manchmal auch auf Mauern und an Straßenböschungen auf kalkhaltigen oder neutralen Böden vor. Oft ist er dabei bei dem Dach-Drehzahnmoos (Tortula ruralis) und nahe verwandten Arten anzutreffen. Die Fruchtkörper erscheinen meist spät im Jahr, im Oktober und November und überdauern oft bis ins Frühjahr.

## Verbreitung
Der Winter-Stielbovist ist in Nordamerika, Europa, Zentralasien und im Iran verbreitet. In Australien und Neuseeland wurde er eingeschleppt. In Europa reicht das Gebiet vom Mittelmeer bis Irland, Südschottland und dem mittleren Fennoskandinavien im Norden. In den Schweizer Zentralalpen ist die Art bis in eine Höhe von 2400 Metern über dem Meeresspiegel anzutreffen.